# Технический проектно-конструкторский институт
Технический проектно-конструкторский институт (яп. 技術研究本部 Гидзюцу кэнкю: хомбу, англ. Technical Research and Development Institute, сокр. TRDI) — единственный научно-исследовательский институт Министерства обороны Японии. Занимается фундаментальными исследованиями и разработкой опытных образцов различных систем вооружения для Сил самообороны Японии; доводка опытных образцов вооружения разработанного в TRDI как правило проводится силами частных компаний.
В TRDI работает 1159 сотрудников, три четверти из них — гражданские лица. Годовой бюджет института — 183 млрд иен (3,8 % оборонной статьи бюджета страны). Подавляющая часть бюджета TRDI тратится не на собственных сотрудников, а на оборонные НИОКР других организаций, главным образом — крупных японских корпораций. При этом компании, получающие деньги от TRDI, также вкладывают в НИОКР значительные собственные средства; существует ожидание, что разработка нового образца вооружения приведёт к высокооплачиваемому государственному заказу.
В настоящее время, среди прочих проектов, в TRDI идут работы над танком Тип 10, экспериментальным стелс-истребителем Mitsubishi ATD-X и транспортным самолетом Kawasaki C-2 (C-X).

## История
Институт появился в августе 1952 года. Изначально назывался Техническим исследовательским институтом Агентства национальной безопасности (яп. 保安庁技術研究所); современное название получил в 1958 году. С основания института и до 1996 года, бюджет TRDI увеличивался менее чем на 5 % только четыре раза.